# Metallea clausa
Metallea clausa är en tvåvingeart som först beskrevs av Townsend 1933.  Metallea clausa ingår i släktet Metallea och familjen Rhiniidae.
Artens utbredningsområde är Sri Lanka. Inga underarter finns listade i Catalogue of Life.